# Ignaz Sowinski
Ignaz Stanislaus Sowinski (30. srpna 1858 – 20. července 1917) byl polský architekt a novinář, který působil v Haliči od poloviny 80. let 19. století až do počátku první světové války.

## Životopis
Sowinski se narodil 30. srpna 1858 v Krakově v Haliči, tehdy šlo o součást Rakouska. Mezi roky 1876 a 1881 studoval pod vedením Heinricha von Ferstela a Karla Königa na Technickém učení ve Vídni. Od roku 1881 byl aktivním jako architekt na volné noze ve Vídni, kde si otevřel svoji vlastní kancelář a příležitostně pracoval také jako novinář.
Jeho tvorba se rozpínala od činžovních domů a vil po továrny. Jednou z jeho největších objednávek byl návrh zámku Wilhelminenberg ve Vídni (postaven byl v letech 1903–1908). Byl také aktivním v jiných oblastech Habsburské monarchie, zvláště v rodném Krakově. Od září 1913 se účastnil restaurátorských prací na hradě Wawel v Krakově a do čela restaurátorské společnosti byl jmenován v červenci 1914.
Po vypuknutí první světové války opustil na podzim téhož roku Krakov a vrátil se do Vídně. Poté, co byly některé z jeho návrhů zamítnuty výborem pro renovaci hradu, svoji funkci v únoru 1916 složil. Za o něco více než jeden rok dne 20. července 1917 zemřel v Krakově a byl pohřben na Rakowickém hřbitově.

## Osobní život
V roce 1889 se oženil s Barbarou Pammerovou (1860–1901). Jejich manželství zůstalo bezdětné.